# Xanthomonadaceae
Die Einteilung der Lebewesen in Systematiken ist kontinuierlicher Gegenstand der Forschung. So existieren neben- und nacheinander verschiedene systematische Klassifikationen. 
Das hier behandelte Taxon ist durch neue Forschungen obsolet geworden oder ist aus anderen Gründen nicht Teil der in der deutschsprachigen Wikipedia dargestellten Systematik.
Die Xanthomonadaceae waren eine Familie der Proteobacteria und bildeten die Ordnung Xanthomonadales. Es handelt sich um gramnegative Bakterien, die nur in Gegenwart von Sauerstoff (obligat aereob) leben können.

## Merkmale
Die Zellen sind stäbchenförmig. Einige Arten sind polar begeißelt, andere bewegen sich gleitend. Auch unbewegliche Bakterien sind in der Familie vertreten. Überdauerungsorgane wie Sporen werden nicht gebildet. Es sind Oxidase-positive wie auch Oxidase-negative Arten vorhanden, der Katalase-Test verläuft hingegen bei allen Arten negativ. Viele Arten bilden auffällige Farbstoffe, so sind Kolonien von Xanthomonas durch spezielle Pigmente wie Xanthomonadine, brom-haltige Polyene oft gelb gefärbt.

## Ökologie
Xanthomonadaceae sind weit verbreitet und besiedeln eine große Vielfalt von Habitaten. Arten der Gattung Lysobacter kommen in Boden und Süßwasser vor. Nevskia kommt bevorzugt auf Wasseroberflächen vor und formt flächige Rosetten  wobei die einzelnen Zellen schleimigen Stiele ausscheiden. Bei den Stielen handelt es sich um reine Ausscheidungen, sie enthalten keine Cytoplasma.
Viele Arten, vor allem aus der Gattung Xanthomonas sind pflanzenpathogen, einige können auch für Menschen gefährlich sein. Die Gattung Stenotrophomonas tritt häufig in Krankenhäusern auf und kann an nosokomialen Infektionen beteiligt sein. Xylella fastidiosa kommt im Pflanzengewebe, speziell im Xylem, vor und kann pflanzenpathogen wirken. Sie ist der Auslöser der Pierce’schen Krankheit (Pierce’s Disease) bei Wein und anderer Pflanzenkrankheiten.

## Systematik
Innerhalb vom LPSN (List of Prokaryotic names with Standing in Nomenclature), eine wichtige Auflistung der Systematik der Bakterien, wird die Ordnung Xanthomonadales nicht mehr aufgeführt. Diese Ordnung und die einzige zugestellte Familie Xanthomonadaceae wurden aufgrund neuerer Untersuchungen aufgelöst.
Viele der Gattungen werden nun zu der Ordnung Lysobacterales gestellt, andere werden noch keiner speziellen Ordnung zugeordnet. Allerdings ist die alte Systematik durchaus noch in Gebrauch und wird so z. B. in NCBI (National Center for Biotechnology Information), eine weitere wichtige Quelle für die Systematik von Bakterien, auch noch genutzt.
Eine Auswahl der Gattungen:
- Aquimonas Saha et al. 2005
- Arenimonas Kwon et al. 2007
- Dokdonella Yoon et al. 2006
- Dyella Xie and Yokota 2005
- Frateuria Swings et al. 1980
- Fulvimonas Mergaert et al. 2002
- Ignatzschineria Toth et al. 2007
- Luteibacter Johansen et al. 2005
- Luteimonas Finkmann et al. 2000
- Lysobacter Christensen & Cook 1978
- Pseudoxanthomonas Finkmann et al. 2000
- Rhodanobacter Nalin et al. 1999
- Silanimonas Lee et al. 2005
- Stenotrophomonas Palleroni & Bradbury 1993
- Thermomonas Busse et al. 2002
- Xanthomonas Dowson 1939
- Xylella Wells et al. 1987